# 柏林地鐵7號線
柏林地鐵7号線（德語：U-Bahnlinie 7）是德國柏林的一條地鐵路線。柏林地鐵7号線全長31.8公里，全部为地下线。共有40個地下車站。